# Lope Díaz II d'Haro
Lope Díaz II d'Haro "Cap Brau" (cap a l'any 1170 - † 15 de novembre de 1236). Fill de Diego López II d'Haro i María Manrique. Va ser sisè senyor de Biscaia entre els anys 1214 i 1236. Va combatre amb el seu pare en la Las Navas de Tolosa (1212) sota el comandament d'Alfons VIII de Castella. Tom els seus càrrecs en temps agitats, després de la mort del seu pare el 16 d'octubre de 1214, pocs dies després de la defunció del rei Alfons VIII de Castella qui deixava com a hereu el seu fill de deu anys Enric I de Castella.
La família Lara es va apoderar de la regència, enfrontant-se amb Berenguera de Castella, germana d'Enric i a qui donava suport Lope. En 1217 mor accidentalment Enric, passant a ocupar el tron la seva germana, qui amb suport per diversos nobles entre els quals es trobava Lope, delegaria el tron en el seu fill Ferran III de Castella coronant-lo a Nájera. Alfons IX pare de Ferran, no es conformava amb la proclamació del seu fill com rei de Castella, començant a envair la nació. Durant aquesta Álvar Núñez de Lara es va apoderar de Nájera, sent derrotat i fet presoner per Lope. El suport aportat per Lope en el refermament de Ferran III al tron va ser premiat amb el càrrec d'Alferes Major de Castella, el matrimoni amb Urraca Alfonso, germana del rei, la donació de les viles d'Haro i Pedroso o confirmació de la possessió que ja tenien. Participo en moltes guerres en suport a Ferran III, com les expedicions contra els sarraïns a Andalusia, sent la més important la presa de Baeza en 1227, després de la qual va rebre el títol de conquistador de Baeza.'
El bisbe de Calahorra va voler exigir drets a esglésies subjectes al Monestir de San Millán de la Cogolla, comportant plets que acabarien amb el trasllat en 1232 de la diòcesi a Santo Domingo de la Calzada. Això creo més discòrdies que van fer que en 1235 Lope expulsés al bisbe que va fugir a Roma, tornant la diòcesi a Calahorra. Va ser fundador de Plentzia. Es troba enterrat al Monestir de Santa María la Real de Nájera.

## Família
Va contreure matrimoni amb Urraca Alfonso, filla del rei Alfons IX de Lleó. Va tenir amb ella sis fills: 
- Diego López III d'Haro, senyor de Biscaia.
- Teresa López d'Haro, casada amb Nuño Sánchez, fill de Sanç I de Cerdanya.
- Mencía López d'Haro reina de Portugal, dona del rei Sanç II de Portugal
- Sancho López d'Haro
- Álvaro López d'Haro.
- Lope el noi
- Alonso López d'Haro pare de Juan Alonso d'Haro el vell
- Berenguela López d'Haro casada amb Rodrigo González Girón
- Urraca Díaz II d'Haro casada amb Fernando de Castro

Va tenir uns altres tres fills amb Tota de Santa Gadea, senyora molt noble i principal del llinatge dels Salcedos senyors d'Ayala, que foren: 
- Lope Díaz d'Haro bisbe de Segòvia
- Diego López de Salcedo casat amb María Álvarez, filla de Alvaro Fernández Potesta.